# Arthur Neto
Arthur Neto, właśc. Arthur Alves da Silva Neto (ur. 17 stycznia 1955 w Rio de Janeiro) – brazylijski trener piłkarski.

## Kariera trenerska
Karierę szkoleniowca rozpoczął w 1988 roku. Trenował kluby Mogi Mirim, Anapolina, XV de Jaú, Ituano, CRB, Criciúma, Sãocarlense, Sampaio Corrêa, Ituano, ABC, Ceará, Náutico, Joinville, Atlético-PR, Botafogo-SP, Figueirense, Joinville, Juventude, Shanxi Guoli, Figueirense, Paysandu, América Natal, Remo, Atlético-GO, Vila Nova, Itumbiara, América-RN, Atlético-GO, Goiás and Rio Verde.

## Sukcesy i odznaczenia

### Sukcesy trenerskie
- mistrz Campeonato Alagoano: 1993
- mistrz Campeonato Potiguar: 1998
- mistrz Campeonato Cearense: 1998, 2002
- mistrz Campeonato Catarinense: 2000, 2001
- zdobywca Copa Santa Catarina: 2012
- mistrz Campeonato Goiano: 2007